# Polityka językowa na Słowacji

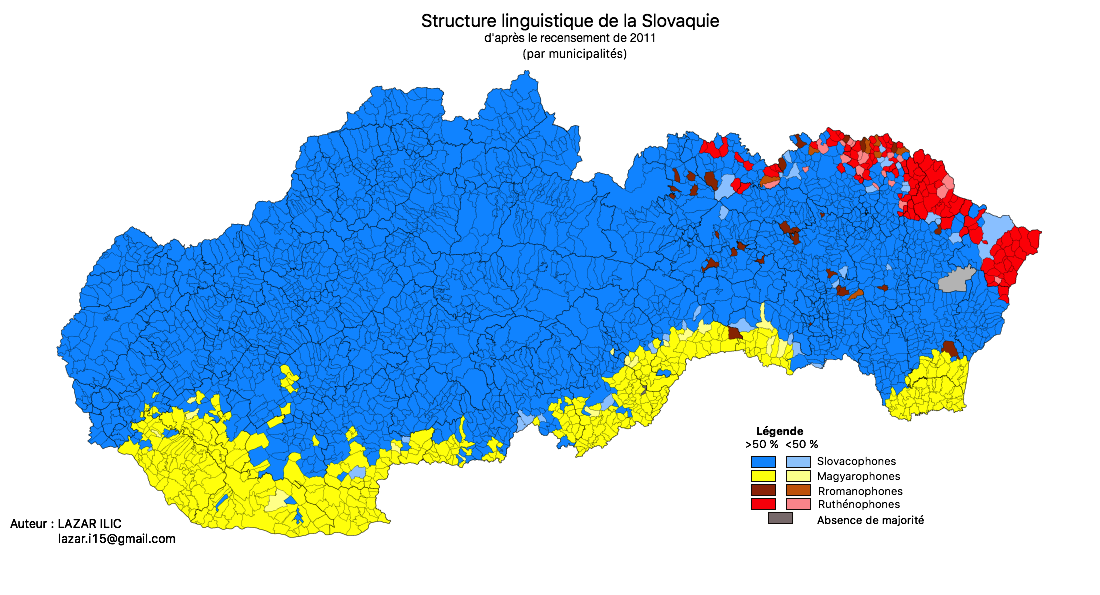
Mapa lingwistyczna Słowacji (kontrowersyjnie klasyfikująca gwary orawskie jako w pełni przynależne do języka słowackiego)

Polityka językowa na Słowacji jest kształtowana przez ustawę z 15 listopada 1995 roku o języku urzędowym Republiki Słowackiej. Określa wiodącą rolę języka słowackiego (a przy tym wzajemnie z nim zrozumiałego języka czeskiego) w dyskursie publicznym.

## Ustawa o języku urzędowym
Preambuła ustawy stwierdza, że język słowacki jest najważniejszą częścią dziedzictwa kulturowego Słowaków i podstawową cechą wyróżniającą ich spośród innych narodów. Zaznacza także, iż jest on środkiem zapewniania obywatelom państwa wolności, równości i godności.
Artykuł pierwszy wstępnie ustala zakres ustawy, podając, iż język słowacki jest językiem urzędowym na Słowacji i na całym terytorium kraju należy traktować go priorytetowo w stosunku do innych języków. Zarazem zastrzega, że wprowadzane prawo nie dotyczy regulacji języków liturgicznych ani języków mniejszości narodowych i etnicznych, które będą uwzględnione oddzielnie.
Artykuł drugi zobowiązuje państwo słowackie do rozległej dbałości o język, wymuszając wprowadzenie mechanizmów umożliwiających każdemu obywatelowi swobodną naukę słowackiego, a także finansowanie badań naukowych nad tym językiem. W szczególności, obliguje Ministerstwo Kultury Republiki Słowackiej do utworzenia zespołu lingwistycznego mającego na celu ciągłą kodyfikację słowackiego, zaznaczając, że będzie to jedyne ciało uprawnione do tego rodzaju opieki nad językiem.
Artykuł trzeci określa konieczność stosowania języka słowackiego we wszelkich kontekstach oficjalnych. Stwierdza, że biegła znajomość słowackiego w mowie i piśmie powinna stanowić warunek przyjęcia do pracy w instytucjach państwowych, a procedury urzędnicze i kontakt ze służbami mundurowymi powinien odbywać się w tym języku. Wymaga także prowadzenia w języku słowackim wszelkiej dokumentacji państwowej (wyłączając jedynie certyfikaty wydawane przez szkoły nauczające w językach mniejszości) oraz nazewnictwa ulic. Paragraf szósty uprawnia każdego obywatela do przeprowadzenia bezpłatnej słowakizacji swojego imienia i nazwiska.
Artykuł czwarty zobowiązuje każdą słowacką szkołę do nauczania wszystkich uczniów języka urzędowego, a każdego nauczyciela – oprócz zagranicznych wykładowców otrzymujących specjalne zaproszenie – do biegłej jego znajomości w mowie i piśmie. Zaznacza jednak osobno, że wychowywanie dziecka w języku innym niż słowacki jest legalne.
Artykuł piąty wymaga stosowania języka słowackiego w mediach, podczas wydarzeń publicznych i spotkań poświęconych kulturze, pozostawiając jednak znaczną liczbę wyjątków umożliwiających swobodne funkcjonowanie zagranicznych organizacji. Zastrzega w szczególności, że każde audiowizualne dzieło sztuki przeznaczone dla dzieci do lat 12 musi zawierać słowacki dubbing, a utrudnianie mówcy posługiwania się językiem słowackim w żadnym przypadku nie może być legalnie sformalizowane.
Artykuł szósty stwierdza, że żołnierze, policjanci i strażacy na służbie mogą porozumiewać się wyłącznie w języku słowackim – wyjątek stanowi flota powietrzna po oderwaniu się od ziemi.
Artykuł siódmy ustala, iż postępowania sądowe i administracyjne będą odbywać się tylko po słowacku, jednocześnie zapewniając ochronę praw osób nieznających tego języka w przypadku, gdy stają się one obiektem tego rodzaju postępowania.
Artykuł ósmy zobowiązuje do stosowania języka urzędowego w opisach produktów (zarówno wytwarzanych na miejscu, jak i importowanych), ulotkach oraz reklamach. Co więcej, paragraf czwarty nakazuje posługiwanie się słowackim w kontaktach z państwową służbą zdrowia, pozostawiając jednak wyjątek dla przypadku, gdy mogłoby to narazić pacjenta na niebezpieczeństwo.
Artykuł dziewiąty określa słowackie ministerstwo kultury jako organ sprawujący kontrolę nad przestrzeganiem zapisów wdrażanej ustawy, a w razie wykrycia potrzeby składający wnioski o jej nowelizację.
Artykuł dziesiąty, ustalający kary grożące za łamanie ustawy, został uchylony.
Artykuł jedenasty dodatkowo wyjaśnia, że za nieprzestrzeganie wprowadzanego prawa mogą odpowiadać zarówno osoby publiczne, jak i prywatne; koszta wymaganych przez nie zmian zastanej sytuacji zostaną pokryte przez państwo; używanie obcojęzycznych słów dla zjawisk pozbawionych rdzennie słowackiego opisu nie może być penalizowane.
Artykuł dwunasty unieważnia uprzednie prawo dotyczące języka urzędowego.
Artykuł trzynasty określa czas wejścia w życie poszczególnych zapisów ustawy.

## Zmiany z lat 2009–2010 i ich krytyka
W roku 2009 wprowadzono nowelizację ustawy zagrażającą grzywnami o wysokości do pięciu tysięcy euro za posługiwanie się językiem innym niż urzędowy w oficjalnej interakcji. Zmiana ta spowodowała wyrażenie znacznego niepokoju przez Węgrów, stanowiących najliczniejszą mniejszość narodową Słowacji (około 10%). Sformułowali oni wiele ciężkich zarzutów, obwiniając słowackie władze między innymi o „kulturobójstwo”. Ustawodawcy utrzymywali, że podstawowym celem nowelizacji była ochrona Słowaków przed zmuszaniem ich przez mniejszości narodowe do nauki języków obcych, komentatorzy zauważyli jednakże, iż wiele zapisów zostało sformułowanych umyślnie niejasno, aby wręczyć jak najszersze uprawnienia interpretacyjne słowackiej biurokracji. Zmiany spotkały się z szerokim oddźwiękiem również poza Słowacją. Jerzy Buzek, ówczesny Przewodniczący Parlamentu Europejskiego, stwierdził, że nowelizacja prawdopodobnie nie narusza litery prawa europejskiego, ale godzi w jego ducha; wyraził przy tym chęć przedsięwzięcia mediacji.
W roku 2010, po wyborach na Słowacji i zmianie ugrupowania sprawującego władzę, modyfikacja prawa została w znacznej części anulowana. Pozostawiono jedynie możliwość ukarania urzędnika państwowego, który poprzez odmowę posłużenia się językiem słowackim sprowadzi niebezpieczeństwo dla życia, zdrowia lub mienia w wielkich rozmiarach, przytaczając przykład burmistrza, który ogłosiłby konieczność ewakuacji jedynie w języku mniejszości narodowej. Chociaż samo osiągnięcie kompromisu zostało przyjęte z ulgą, szczegóły jego treści zostały skrytykowane przez wszystkie zainteresowane strony.